# 拉英格乌迪
拉英格乌迪（Llayangudi），是印度泰米尔纳德邦Sivaganga县的一个城镇。总人口19100（2001年）。

## 人口
该地2001年总人口19100人，其中男性9128人，女性9972人；0—6岁人口2215人，其中男1126人，女1089人；识字率76.10%，其中男性为80.76%，女性为71.84%。